# Federalismo in Russia
     Repubbliche
     Krais (territori)
     Oblast (regioni)
     Città federali
     Oblast' autonoma ebraica
     Okrug autonomi (circondari autonomi con una sostanziale minoranza etnica)

Soggetti federali della Russia:
Repubbliche
Krais (territori)
Oblast (regioni)
Città federali
Oblast' autonoma ebraica
Okrug autonomi (circondari autonomi con una sostanziale minoranza etnica)Nota: le strisce diagonali indicano territori riconosciuti a livello internazionale come parte dell'Ucraina.

Il federalismo è formalmente sancito nella Costituzione della Federazione Russa, con riferimenti ad esso inclusi nel preambolo e in tutto il resto del documento. Nella pratica, la Russia funziona come uno Stato unitario centralizzato sotto Vladimir Putin, sopprimendo i movimenti a favore di un autentico federalismo.

## Storia
Il 31 marzo 1992, fu firmato il "Trattato di Federazione" tra il Governo centrale russo e i soggetti federali della Russia. Oltre a stabilire una struttura nominalmente federale, comportava un federalismo asimmetrico in cui le cosiddette "repubbliche sovrane" (repubbliche della Russia) avrebbero avuto maggiore autonomia rispetto agli altri soggetti federali. Le repubbliche dichiararono le proprie sovranità, ma rimasero parte della Federazione Russa, e il Trattato era fortemente sbilanciato verso il centralismo. Inoltre, la Costituzione del 1993 della Russia abolì completamente queste sovranità e, dopo cambiamenti nel Governo centrale, i leader dei soggetti federali iniziarono a essere nominati direttamente da Mosca.
Negli anni 1990, la Presidenza di Boris Eltsin si affidò ad accordi ad hoc ed extra-costituzionali con le élite regionali, portando a un quadro giuridico frammentato che minò la coerenza della legge federale russa.

## Caratteristiche del federalismo russo
Sebbene la Russia sia nominalmente uno Stato federale, nella pratica funziona come uno Stato unitario centralizzato, specialmente sotto il regime autoritario di Vladimir Putin. I movimenti in Russia che mirano a stabilire un vero e proprio federalismo o autonomia territoriale vengono repressi dal Governo centrale, che etichetta i sostenitori del federalismo come "pericolosi separatisti".
Il federalismo russo è quindi considerato instabile e caratterizzato da residui imperiali piuttosto che da pluralismo democratico. La struttura federale è fortemente influenzata dall'era sovietica, che ha stabilito uno pseudo-federalismo etno-territoriale non democratico e sotto controllo centralizzato, complicando lo sviluppo successivo di uno Stato-nazione coeso. Poiché si sostiene che un genuino federalismo sia impossibile senza democrazia, le tendenze autoritarie della Russia portano a un sistema che è federale nel nome ma unitario e imperiale nella pratica. Il modello di governance favorisce il patronato politico delle élite e i negoziati informali, somigliando a un sistema imperiale piuttosto che a un vero assetto federale.
Per questo motivo, il federalismo russo è perlopiù un termine burocratico che oscura una realtà gerarchica, con istituzioni vestigiali e asimmetrie intenzionali, che portano a una traiettoria distintamente centralizzante.